# Asyncoryne philippina
Asyncoryne philippina is een hydroïdpoliep uit de familie Asyncorynidae. De poliep komt uit het geslacht Asyncoryne. Asyncoryne philippina werd in 1924 voor het eerst wetenschappelijk beschreven door Hargitt. 